# Flirty fishing
Flirty fishing – kontrowersyjna forma ewangelizacji stosowana przez nowy ruch religijny The Family International polegająca na przyciąganiu do wspólnoty mężczyzn poprzez uwodzenie ich przez członkinie ruchu. Praktyka ta wprowadzona była przez Davida Berga i praktykowana od roku 1974 do 1987, w którym w związku z ostrą kampanią przeciw wspólnocie i epidemią AIDS została zarzucona.
Flirty fishing zwykle uważany jest za jedyny we współczesnej kulturze zachodniej znany przykład prostytucji religijnej. Często polegał on również na zapewnianiu członkom wspólnoty przeżyć seksualnych, co miało związek ze zjawiskiem promiskuityzmu w Rodzinie.